# ویلیام دمکو
ویلیام دمکو (انگلیسی: William Demko; ۲۰ دسامبر ۱۸۹۵ – ۸ اوت ۱۹۵۷) بازیکن فوتبال اهل ایالات متحده آمریکا بود.